# ラーミー・ハムダッラー
ラーミー・ハムダッラー（アラビア語: رامي حمدالله, 1958年8月10日 - ）は、パレスチナ国の政治家、学者。同国首相（第6代）を務めた。日本語の報道ではラミ・ハムダラなどと表記される。

## 経歴
ヨルダン川西岸地区トゥールカレム近くのアナブタ出身。
1980年にヨルダン大学を卒業、1982年にマンチェスター大学で文学修士号を取得。その後1988年、ランカスター大学で応用言語学の博士号を取得。1998年8月、アン・ナジャーハ大学学長に就任。
中央選挙管理委員会事務局長やパレスチナ証券取引所代表などを歴任した。

### 政界へ
2013年、マフムード・アッバースと経済政策などを巡る確執から辞任したサラーム・ファイヤードの後継として首相に指名され、同年6月6日に就任。
しかし、同時に設置された副首相の権限をめぐってアッバースとの認識が相容れず、わずか2週間で辞表を提出し一旦はアッバース議長に受理されたが、その後再び首相に指名され続投した。
2014年、ハマース率いるガザ政府との統一暫定政府の首相に指名され、6月2日に新内閣が発足した。しかし2019年1月27日にアッバースの所属するファタハが新政府樹立を勧告したことを受け、翌28日に首相辞任を申し出た。29日に辞表を提出し受理された。2019年4月13日にムハンマド・シュタイエ政権が発足し首相を退任。
2022年9月22日、来たる27日に実施予定の故安倍晋三国葬儀にハムダッラー元首相がパレスチナ代表として参列することが、日本国外務省により発表された。